# Конфликтология
Конфликтоло́гия — междисциплинарная область знания, изучающая закономерности зарождения, возникновения, развития, разрешения и завершения конфликтов любого уровня. Конфликтология развивается в тесной связи с философией, социологией, психологией, историей, правом, этикой, экономикой, менеджментом и рядом других наук. В зависимости от ориентации исследования конфликт изучается как проявление социальной диалектики (макроуровень), как фактор развития социальной системы и социальных отношений (мезоуровень), как отражение в психике и сознании людей социальных противоречий и разногласий (микроуровень).
Решение определённого круга проблем, вызывающих зарождение конфликта, может способствовать преодолению тех трудностей, которые уже обозначились в связи с определением сущности конфликта, объекта и предмета конфликтологии.

## История возникновения
Одним из основоположников общей теории конфликта был Карл Маркс, разработавший учение о противоречии и развивший модель революционного класса и социального изменения. В дальнейшем основные положения его учения о конфликте сформулировал американский социолог Дж. Тернер.
Однако как наука конфликтология берёт начало в середине XX в. с книгой германо-американского социолога Льюиса Козера «Функции социального конфликта», положившего в основу своих заключений выводы немецкого философа начала XX в. Георга Зиммеля, и работой германо-британского социолога Ральфа Дарендорфа.
Главный вывод Зиммеля, который отметил Льюис Козер — это то, что конфликт является формой социализации. «Конфликт, так же как и сотрудничество, обладает социальными функциями. Определённый уровень конфликта отнюдь не обязательно дисфункционален, но является существенной составляющей как процесса становления группы, так и её устойчивого существования».
Георг Зиммель писал: «Одни только филистеры могут полагать, что конфликты и проблемы существуют для того, чтобы быть разрешёнными. И те, и другие имеют в обиходе и истории жизни ещё другие задачи, выполняемые ими независимо от своего собственного разрешения. И ни один конфликт не существовал напрасно, если время не разрешит его, а заменит его по форме и содержанию другим». Таким образом, он выдвинул концепцию конфликта как «защитного клапана»: конфликт служит клапаном, высвобождающим чувство враждебности, которое, не будь этой отдушины, взорвёт отношения между антагонистами. Конфликт не всегда дисфункционален по отношению к системе, в которой он возникает; часто конфликт необходим для её сохранения. Конфликт служит установлению и поддержанию самотождественности и границ обществ и групп. Функция конфликта, по Козеру, заключаются в установлении и поддержании групповой идентичности, а конфликт с другими группами способствует упрочению идентичности группы и сохранению её границ в отношении окружающего социума. То есть конфликт выполняет группосохраняющюю функцию в той мере, в какой регулирует системы отношений.
Основания для конфликтов существуют в любом обществе, но социальные структуры различаются по дозволенным способам выражения антагонистических требований. «Возможно, конфликт является отцом всех вещей, то есть движущей силой изменений, но конфликт не должен быть войной и не должен быть гражданской войной», — писал Ральф Дарендорф. По мнению Дарендорфа, конфликты могут быть более или менее интенсивными и более или менее насильственными, но их регулирование является решающим средством уменьшения насильственности; регулирование конфликтов делает их контролируемыми, «и их творческая сила ставится на службу постепенному развитию социальных структур».

## Теоретические основы
Наиболее распространены два подхода к пониманию конфликта. В первом конфликт определяется как столкновение сторон, мнений, сил, то есть весьма широко. При таком подходе конфликты возможны и в неживой природе. Понятия «конфликт» и «противоречие» фактически становятся сопоставимыми по объёму. Второй подход заключается в понимании конфликта как столкновения противоположно направленных целей, интересов, позиций, мнений или взглядов оппонентов или субъектов взаимодействия. Здесь предполагается, что субъектом конфликтного взаимодействия может быть либо отдельный человек, либо люди и группы людей.
Под социальным конфликтом понимается наиболее острый способ развития и завершения значимых противоречий, возникающих в процессе социального взаимодействия, заключающийся в противодействии субъектов конфликта и сопровождающийся их негативными эмоциями по отношению друг к другу. Если субъекты социального конфликта противодействуют, но не переживают при этом негативных эмоций (например, в процессе дискуссии, спортивного единоборства), или, наоборот, переживают негативные эмоции, но внешне не проявляют их, не противодействуют друг другу, то такие ситуации являются предконфликтными. Противодействие субъектов конфликта может разворачиваться в трёх сферах: общении, поведении, деятельности. Противодействие заключается в общении или действиях с целью выражения несогласия с оппонентом, блокировки его активности или нанесения ему материального (морального) ущерба.
Под внутриличностным конфликтом понимается выраженное негативное переживание, вызванное затянувшейся борьбой структур внутреннего мира личности, отражающее противоречивые связи с социальной средой и задерживающее принятие решения.
В основе любого конфликта лежит противоречие, которое играет системообразующую роль как для различных видов конфликта, так и для различных уровней их изучения.
На сегодняшний день исследования конфликта ведутся в рамках военных наук, искусствоведения, истории, математики, педагогики, политологии, правоведения, психологии, социобиологии, социологии, философии и некоторых других (например, психиатрии и экономики). Люди, органы управления имеют дело с целостными реальными конфликтами, а не с отдельными их психологическими, правовыми, философскими, социологическими и другими аспектами.
Эти соображения обосновывают необходимость выделения самостоятельной науки — конфликтологии. Объектом её комплексного изучения являются конфликты в целом, а предметом — общие закономерности их возникновения, развития и завершения. Конфликтологию должны интересовать два типа конфликтов: с участием человека (внутриличностные и социальные) и зооконфликты. К основным видам социальных конфликтов относятся: межличностные конфликты, конфликты «личность — группа», конфликты между малыми, средними и большими социальными группами, международные конфликты между отдельными государствами и их коалициями.
Центральным объектом конфликтологии являются социальные конфликты, а их ядром — межличностные. Исследование межличностных конфликтов, менее сложных среди других социальных конфликтов, может вскрыть основные причины конфликтного взаимодействия. Социальные конфликты тесно связаны с внутриличностными конфликтами. Поэтому понимание мотивов социальных конфликтов будет затруднено без изучения тех процессов, которые происходят в психике и предшествуют конфликтному поведению человека.
Каждая из одиннадцати частных конфликтологических наук имеет свой предмет в объекте, общем для этих наук. Это та часть, сторона, тот уровень объекта, которые исследует данная наука. Однако и сама конфликтология не в состоянии описать и объяснить конфликты во всей их полноте.
Конфликты — неисчерпаемый объект познания, о котором нельзя узнать абсолютно всё. Поэтому предметом конфликтологии являются те закономерности, стороны, характеристики конфликтов, которые в состоянии исследовать наука на данном этапе своего развития. Объект конфликтологии — гораздо более консервативное образование по сравнению с предметом. Объект может изменяться в результате своего собственного развития, кроме того, его границы могут уточняться в связи с более глубоким проникновением науки в суть исследуемых явлений. Объект конфликтологии — социальные, внутриличностные и зооконфликты — в обозримом будущем вряд ли претерпит существенные изменения.

## Конфликтогенез
Конфликтогенез — это процесс возникновения и развития современных конфликтных форм общества, накладывающих отпечаток, а нередко прямо детерминирующих направленность и содержание эволюции в целом. Конфликтогенез представляет собой непрерывный диалектический процесс зарождения, развития и модернизации существующей социальной реальности через своё ядро — конфликт.

## Единая теория конфликта

### Теоретический базис
Единая теория конфликта (ЕТК) — направление теории анализа и разрешения конфликтов, интенсивно развиваемое петербургским исследователем д. филос. наук В. А. Светловым с начала нынешнего столетия.
Основным мотивом, побудившим к разработке ЕТК, послужил тот факт, что современная конфликтология не отвечает ни одному требованию, предъявляемому к научным теориям. Она разделена на множество ничем, кроме общего названия, не связанных друг с другом частных конфликтологий (политическую, экономическую, юридическую и т. д.), не имеет универсальных законов, точно очерченного круга решаемых проблем и специализированных методов их решения. Она использует понятие конфликта, основанное на здравом смысле; её выводы умозрительны и большей частью не общезначимы. Она замкнута исключительно на проведении переговоров и посредничестве, не имея серьёзного теоретического обоснования этого вида деятельности. Она игнорирует существование социально-психологических концепций, анализирующих конфликты в своих специальных терминах, — теории когнитивного баланса Ф. Хайдера, когнитивного диссонанса Л. Фестингера, структурного дисбаланса Ф. Харари и их многочисленных модификаций и модернизаций, объединившихся в настоящее время в одно общее направление «Социальный сетевой анализ». Наконец, она пренебрегает не только математическим обоснованием своих выводов, но и адаптированными для массового применения методами и компьютерными программами моделирования и анализа конфликтов — классической теорией игр и её модификациями, теорией анализа конфликтов К. Хайпеля и его группы, теорией драмы Н. Ховарда и его единомышленников.
Математический базис ЕТК состоит из понятий, методов и теорем тех теорий, которые необходимы для создания и анализа рабочей (исследовательской) модели конфликта. Прежде всего, это понятия, методы и теоремы теории графов, теории вероятностей, логики высказываний, теории игр (и её разнообразных модификаций). Расширение сферы применения ЕТК приводит, как правило, к расширению её математического базиса.
Теоретический базис ЕТК образует универсальная модель конфликта — обобщающее все виды нелогических противоречий определение конфликта вместе с множеством теорем о его свойствах и свойствах его альтернатив — синергизма и антагонизма. Объединение универсальной модели конфликта с математическим базисом порождает единую теорию конфликта в собственном смысле: ЕТК = МБ u УМК, где МБ — математический базис, УМК — универсальная модель конфликта.
В зависимости от целей исследования ЕТК позволяет выбрать и построить необходимую рабочую модель конфликта, с её помощью выявить и оценить структурные, сетевые, динамические, теоретико-игровые и иные особенности возникновения, развития и разрешения анализируемого конфликта. На этом этапе главная функция ЕТК состоит в том, чтобы оказать исследователю эффективную помощь в конструировании рабочей модели конфликта, оценке её валидности, выяснении её объяснительных и предсказательных возможностей, разработке стратегий управления разрешением конфликта, эмпирической проверке полученных теоретических выводов

## Разрешение межгрупповых конфликтов
Разрешение конфликта в ситуации расхождения во мнении относительно определённого вопроса, как правило, осуществляется между двумя (или более) конфликтующими сторонами с участием человека, или группы, которая считается нейтральной в обсуждаемом вопросе. Часто случается, что последнее условие оказывается необязательным, когда посредник — группа или человек, которые пользуются уважением у всех противостоящих сторон. Разрешение конфликтов может включать примирение, посредничество, арбитрирование или судебный процесс.
Все эти методы нуждаются во вмешательстве третьей стороны. Метод разрешения, который происходит непосредственно между участниками спорного процесса, называется переговорами. Переговорный процесс можно сопоставить с традиционным видом торга, где интересы сторон сводят на нет рабочие отношения, которые имеют место. Принципиальные переговоры придают важность как взаимным интересам, так и деловым отношениям.
Возможно избежать конфликта, фактически не прибегая к его разрешению, добившись взаимного осознания сторонами того, что их мнения расходятся, но на данный момент времени нет необходимости прибегать к дальнейшим действиям. В некоторых случаях, например, в демократиях, расхождение во мнении может даже оказаться искомым результатом, таким образом, обнажая проблему, а тем самым давая возможность другим сформировать свою точку зрения: в таком случае стороны могут договориться расходиться во мнениях.
Виды межгрупповых конфликтов:
1. Экономические конфликты
2. Политические конфликты
3. Национальные конфликты
Возможно также справиться с конфликтом, не избегая, но и активным образом не решая его — см. управление конфликтом.

## Конфликты у животных
Социальная жизнь животных сложна и многообразна. Внутривидовые конфликты также отличаются большим разнообразием. Однако конфликты трёх типов происходят гораздо чаще других. Кратко рассмотрим их особенности.
1. Конфликты как борьба животных за жизненные ресурсы
Существование отдельного животного, семьи животных или другого сообщества решающим образом зависит от обеспеченности их жизненными ресурсами. К основным жизненным ресурсам относятся территория, пища, источник воды и др. При недостатке или определении принадлежности жизненного ресурса между животными могут возникать конфликты, связанные с борьбой за обладание дефицитным ресурсом. В этологии наибольшее количество исследований посвящено борьбе животных за обладание определённой территорией. Такая борьба часто называется территориальным поведением животных.
Большинство видов животных делят жизненное пространство между собой, метят границы своей территории и защищают их. Территориальное поведение животных представляет собой систему различных форм активности животных, направленных на присвоение и использование определённого пространства (земли, воды, воздуха), которое обеспечивает выполнение всех или основных жизненных функций. В случае нарушения территориальных границ и попадания животного на «чужую» территорию может возникнуть конфликт между «хозяином» территории и «нарушителем».
Участки территории могут быть индивидуальными и групповыми, принадлежащими сообществу животных: семье, стае, стаду. Соответственно территориальные конфликты могут быть между двумя животными или между их группами. О занятости участка территории «хозяин» оповещает голосом, демонстративным показом самого себя, у млекопитающих — также нанесением на хорошо заметные предметы запаховых меток. Это способствует предупреждению территориальных конфликтов.
Часто между границами территорий существуют полосы «ничейного» пространства. Ширина этих пограничных полос у разных видов животных различна. Основные территориальные конфликты между животными происходят, прежде всего, на границах территории и в «ничейном» пространстве. До настоящих драк дело доходит редко. У большинства синиц, например, если один из самцов встречает другого на своей территории, то немедленно нападает на него, а тот спасается бегством. Однако если «победитель» в пылу погони оказывается на территории своего соседа, то их роли меняются. Теперь бывший беглец — правомочный владелец своей территории — нападает, а его преследователь улетает от него. Территории семейных пар у луней разделены коридорами, по которым могут свободно пролетать все другие луни и сами соседи без опасности быть атакованными хозяевами территории. Члены каждого сообщества животных организуют и упорядочивают среду своего обитания. В первую очередь это индивидуальное присвоение территории и некоторых находящихся на ней предметов. Во вторую очередь происходит коммунальная персонализация среды.
У гиен нет индивидуальной территории, она принадлежит стае. Нет и пограничных зон между территориями соседних стай. Вся стая ревностно защищает свою территорию от посягательства сородичей, принадлежащих к другому клану. Наблюдалась ситуация конфликта, когда гиена, не принадлежащая ни к одной из конфликтующих стай, была вынуждена сидеть некоторое время в середине неглубокого озерца, чтобы избежать нападения собратьев из обоих кланов. Граница территории этих стай гиен проходила как раз через центр озерца. Только находясь в середине озерца, чужая гиена не провоцировала территориальный конфликт с представителями одной из стай. Эта гиена находилась в воде в пограничной зоне до тех пор, пока обе стаи гиен, завершив конфликт, не удалились вглубь своих территорий.
Вторым типичным конфликтом между животными, связанным с борьбой за жизненные ресурсы, является пищевая конкуренция. В сообществе хищников раздел пойманной добычи происходит в соответствии с иерархическим местом, занимаемым отдельной особью в группе. При попытке членов стаи, имеющих более низкий ранг, опередить хищников более высокого ранга между ними возникают конфликты, которые носят как пищевой, так и иерархический характер.
Крайняя форма борьбы за пищу — каннибализм, то есть поедание животными своих сородичей. Исследование каннибализма у бесхвостых земноводных показало, что он служит основным звеном внутрипопуляционного механизма, действие которого направлено на поддержание оптимальной численности популяции и сохранение её генетической разнородности. Каннибализм имеет девять различных типов агрессивного поведения. Нападение амфибии на своего сородича с целью его поедания происходит в том случае, если длина тела жертвы не превышает 63,5 % длины тела агрессора (С. Писаренко).
У млекопитающих случаи нападения животных на своих сородичей, заканчивающиеся гибелью животного, достаточно редки. В таких ситуациях жертвой обычно выступает больное, раненое или ослабленное животное.
2. Конфликты, связанные с воспроизводством потомства
Этот (третий) тип внутривидовых конфликтов у животных также достаточно распространён и проявляется в разных формах:
• конфликты между самцами, связанные с борьбой за самку. Бывают конфликты и между самками, конкурирующими из-за самца;
• конфликты между самцами и самками в период брачного поведения и воспитания потомства;
• конфликты с сородичами, связанные с защитой детёнышей от возможной агрессии со стороны чужаков;
• интропсихические конфликты у животных, вызванные борьбой тенденций к агрессивному или половому поведению в период спаривания.
Конфликты между самцами, вызванные борьбой за самок, выполняют важную функцию выбора сильнейшего и предоставления именно ему возможности продолжить род. Они обычно носят ритуализированный характер. Содержание ритуала борьбы между самцами нацелено на то, чтобы выявить действительно более сильного из них, без нанесения серьёзных повреждений каждому из соперников. Самцы демонстрируют внушительность своих размеров, меряются силой до тех пор, пока мощь, быстрота и выносливость одного из них не будет доказана другому. Более слабый соперник обычно покидает место единоборства, чтобы через какое-то время испытать судьбу в борьбе с другим самцом из сообщества животных.
Конфликты между самцами и самками в период брачного поведения вызваны неоднозначностью реакции животного на близость особи противоположного пола. Приближение сородича может не только иметь целью намерение спаривания, но и таить опасность агрессии. Поэтому самка может не только продемонстрировать готовность к половому поведению, но убежать (улететь) или напасть на самца. Примером может служить поведение птицы, называемой зеленушкой. Из 102 «парящих приближений» самца, свидетельствующих о его готовности к спариванию, только 25 окончилось успехом. В семи ситуациях самка ответила на притязания самца агрессией.
Большинство животных защищает своё потомство, вступая в конфликты с сородичами, от которых исходит реальная или потенциальная угроза их детёнышам. У некоторых видов животных, например медведей, опасность для детёнышей может исходить даже от их отца. Конфликты, связанные с защитой родителями своего потомства, носят более жёсткий характер, нежели конфликты между самцами, вызванные борьбой за самку, или иерархические конфликты.
Маленькие аквариумные рыбки, защищая своих недавно появившихся мальков, бесстрашно нападают на больших рыбок, приближающихся к малькам, и кусают их за плавники. Большие рыбки принадлежат к другому виду и по весу превышают нападающих на них рыбок-родителей более чем в 30—40 раз.
Внутрипсихические конфликты у животных, возникающие в связи с их активностью, обеспечивающей воспроизводство потомства, изучены в меньшей степени по сравнению с конфликтами между животными. Они вызываются столкновениями инстинкта самосохранения животного и необходимости вступить в борьбу за защиту потомства или самку. Возможны также другие виды интропсихических конфликтов.
3. Борьба животных за иерархическое место в группе
Социальная жизнь животных гораздо более сложна и разнообразна по сравнению с представлениями о ней, распространёнными среди конфликтологов. Причина заключена в том, что конфликтологи представлены в основном учёными-гуманитариями, подготовка которых не предполагает изучение этологии — науки о поведении животных.
Один из важнейших аспектов социального взаимодействия животных — иерархическое строение их сообществ. Системы доминирования считаются этологами центральными стрежнями, на которых держится организация сообщества животных. Высказана гипотеза, что соподчинённость есть следствие различия социальных ролей в значительно большей степени, чем следствие высокой или низкой агрессивности. Структура сообщества животных представляет собой не жёсткую иерархию особей, а относительно подвижную систему различных ролей. Среди них роли доминирующего или подчинённого животного не являются единственными.
Статус конкретной особи главным образом зависит от её возраста и от способности к размножению. По этим признакам всех животных в сообществе можно условно разделить на пять групп:
• детёныши, которым необходима забота родителей;
• молодняк, находящийся под контролем родителей, но уже способный к самостоятельному существованию;
• молодые животные, ведущие самостоятельный образ жизни, независимые от родителей и часто живущие вне семьи. Однако они ещё неспособны к размножению;
• взрослые животные, способные к размножению, но по каким-либо причинам не участвующие в нём;
• взрослые животные, участвующие в воспроизводстве потомства.
Внутри каждой из групп также существует определённая структура ролей, выполняемых животными. Взаимодействие между двумя животными, представляющими различные группы и играющими различные роли в сообществе, подчинено определённым правилам. Все животные соблюдают данные правила, поскольку это обеспечивает сохранение целостности сообщества. Нарушение правил приводит к возникновению конфликтов.
Борьба за более высокое иерархическое место в группе, как и агрессия в целом, выполняет функцию, способствующую выживанию сообщества животных. Чем более сильный и развитый вожак стоит во главе сообщества, тем более оптимально его взаимодействие со средой обитания и другими сообществами. Другие животные, доминирующие в группе, также оказывают влияние на выживаемость сообщества. Со временем доминирующие животные в силу старения и других причин неизбежно перестают соответствовать требованиям той роли, которую они играют в группе. В процессе эволюции выработаны социальные механизмы, в силу действия которых животные, занимающие более низкое иерархическое место в группе, периодически «проверяют» степень соответствия доминирующих животных занимаемым ими «местам». Основной способ такой «проверки» — иерархический конфликт. В конфликте оцениваются силы, выносливость, ум животного. Если молодое животное в результате развития превзошло по своим качествам доминирующую особь, то претендент одерживает победу в конфликте и занимает новое, более высокое, иерархическое место. Проигравший смещается вниз по иерархической лестнице.
Этологами исследованы особенности развития иерархического взаимодействия у различных видов животных. В частности, для домовых мышей установлено повышение агрессивности молодых животных после длительного содержания их со старшими самцами. Доказано, что при экспериментальной дестабилизации внутригрупповой иерархической структуры происходит резкое снижение различий в поведении доминирующих и подчинённых животных. Это объясняется в основном заметным повышением активности особей, занимавших низкие и средние места в иерархии (С. Новиков, 1979). Причиной такой активизации, по-видимому, является стремление особи занять более высокое иерархическое место, не вступая в конфликт за него с доминирующим животным. Ведь в результате дестабилизации групповой иерархической структуры однозначное соотнесение конкретных животных с конкретными доминирующими ролями оказалось нарушенным.
Иерархическая структура группы животных существует во всех их сообществах. При этом достаточно жёсткой и мало изменяемой является сама система иерархических мест и ролей. Конкретные же животные занимают всегда тот или иной иерархический статус временно. Относительный характер иерархического неравенства между животными неосознанно отражается в статусных конфликтах или является одной из их причин (Ю. Плюснин, 1994). Борьба за высшее иерархическое место в группе обычно носит ритуализированный характер.